# IPhone 8
O iPhone 8 e o iPhone 8 Plus é a décima primeira geração de smartphones da linha iPhone junto com o iPhone 8 Plus e o iPhone X, ambos desenvolvidos pela Apple Inc. O dispositivo foi anunciado em 12 de setembro de 2017, no Steve Jobs Theater, Apple Park, cidade de Cupertino, pelo CEO da Apple, Tim Cook. É o sucessor do iPhone 7.
Em relação ao seu antecessor, as principais diferenças do iPhone 8 são o novo carregamento sem fio; a utilização de vidro na parte traseira; e o novo processador A11 Bionic.

## Especificações
- O iPhone 8 tem as opções de 64 GB e 256 GB. Possui três opções de cores: prata, dourado e cinza espacial;
- Peso do iPhone 8: 148 gramas (5,22 onças);
- Peso do iPhone 8 Plus: 202 gramas (7,13 onças);
- Resistência à água, respingos e poeira: Classificado como IP67, segundo a norma IEC 60529 (profundidade máxima de um metro por até 30 minutos);
- Chip: Chip A11 Bionic Neural Engine.[5]

## Lançamento
O iPhone 8 foi lançado no Estados Unidos em 22 de setembro de 2017. No Brasil foi lançado em 3 de novembro de 2017.